# ウーバージャム
『ウーバージャム』（Überjam）は、アメリカ合衆国のジャズ・ギタリスト、ジョン・スコフィールドが2002年に発表したスタジオ・アルバム。日本で先行発売された。

## 背景
ジャム・バンド色を押し出した作品の一つで、レタスのドラマーとしても知られるアダム・ダイチや、スコフィールドのレギュラー・バンドとしては初のリズム・ギタリストに当たるアヴィ・ボートニックといった新メンバーを迎えて制作された。また、本作にゲスト参加したジョン・メデスキは、以前にもスコフィールドのリーダー・アルバム『A GO GO』（1998年）に参加している。なお、スコフィールドは2013年、本作の続編に当たるアルバム『ウーバージャム・ドゥ』を発表しており、ダイチ、ボートニック、メデスキも引き続き同作に参加した。

## 反響・評価
アメリカでは『ビルボード』のジャズ・アルバム・チャートで5位、トップ・ヒートシーカーズで29位を記録した。第45回グラミー賞では最優秀コンテンポラリー・ジャズ・アルバム賞にノミネートされた。
アレックス・ヘンダーソンはオールミュージックにおいて5点満点中4点を付け、「ヴァーヴからの前作『ワークス・フォー・ミー』は、本質的にはストレート・アヘッドなポスト・バップ作品で、ピアニストのブラッド・メルドーやベーシストのクリスチャン・マクブライド等、アコースティック寄りの奏者が起用されていたが、『ウーバージャム』は純然たるフュージョンとなっている」「『ウーバージャム』は、予測可能になることを拒否した即興演奏家の、優れた作品の一つである」と評している。

## 収録曲
特記なき楽曲はジョン・スコフィールド作曲。
1. アシッドヘッド - "Acidhead" (John Scofield, Avi Bortnick, Jesse Murphy) - 6:33
2. イデオファンク - "Ideofunk" - 4:43
3. ジャングル・フィクション - "Jungle Fiction" - 5:38
4. アイ・ブレイク・4・モンスター・ブーティ - "I Brake 4 Monster Booty" (J. Scofield, A. Bortnick, J. Murphy, Adam Deitch) - 4:02
5. アニマル・ファーム - "Animal Farm" - 5:38
6. オフスプリング - "Offspring" - 6:28
7. トゥモロウ・ランド - "Tomorrow Land" (A. Bortnick) - 3:59
8. ウーバージャム - "Überjam" (J. Scofield, A. Bortnick, J. Murphy, Browden, Rodgers & Hart) - 6:52
9. ポロ・タワーズ - "Polo Towers" - 5:29
10. スナップ・クラックル・ポップ - "Snap Crackle Pop" - 6:03
11. ラッキー・フォー・ハー - "Lucky for Her" (J. Scofield, A. Bortnick, J. Murphy) - 3:17

### 日本盤ボーナス・トラック
1. リアリー・グルーヴ・リアリー - "Really Groove Really" - 5:39

## 参加ミュージシャン
- ジョン・スコフィールド - エレクトリック・ギター
- アヴィ・ボートニック - リズムギター、アコースティック・ギター、サンプリング
- ジェシー・マーフィー - エレクトリックベース
- アダム・ダイチ - ドラムス、パーカッション、ラップ

アディショナル・ミュージシャン
- ジョン・メデスキ（英語版） - ハモンドオルガン(on #1, #2, #5, #9)、クラビネット(on #1, #5)、メロトロン(#1, #9)
- カール・デンソン（英語版） - フルート(on #2)、サクソフォーン(on #9)